# Giulia Boverio
Giulia Caterina Boverio (ur. 10 grudnia 1990) – włoska aktorka, pracuje w Disney Channel. Brała udział w Igrzyskach Disney Channel 2007. W 2007 r. wystąpiła w programie Star Academy, w Polsce znanego pod nazwą Fabryka Gwiazd, gdzie udało jej się zwyciężyć, a następnie podpisać kontrakt płytowy.